# Enfances
Pour plus de détails, voir Fiche technique et Distribution.
Enfances est un film français constitué d'une addition de six courts-métrages réalisés par Yann Le Gal, Isild Le Besco, Joana Hadjithomas, Khalil Joreige, Corinne Garfin, Ismaël Ferroukhi et Safy Nebbou.

## Synopsis
Dans l’enfance de chacun, on peut trouver un moment charnière, un événement singulier, qui a joué un rôle essentiel dans la construction de l’adulte qu’il est devenu.
Essentiel car il aura permis à cet enfant de franchir un cap, d’affirmer sa personnalité par rapport à ses parents, ses amis, en un mot de « grandir ».
Essentiel également car cet événement aura été suffisamment marquant pour influencer de manière permanente l’univers créatif de ce futur adulte. 
Le point de départ de chaque partie est une anecdote d'enfance prise dans la biographie d’un grand cinéaste, anecdote librement interprétée et adaptée par un cinéaste contemporain pour inventer une histoire originale.
Orson Welles, Jean Renoir, Fritz Lang, Ingmar Bergman, Alfred Hitchcock et Jacques Tati, vus par Safy Nebbou, Isild Le Besco, Joana Hadjithomas & Khalil Joreige, Corinne Garfin, Ismaël Ferroukhi et Yann Le Gal
- "L'enfance de Fritz Lang" (Yann Le Gal)

Autriche 1900. Les idées antisémites commencent à émerger dans le pays et il est bien difficile pour un enfant d’une dizaine d’années de ne pas être influencé. Il ignore toutefois que l’émergence de cette idéologie va provoquer une révolution au sein de sa famille.
- "L'enfance d'Orson Welles"  Isild Le Besco

Tout le monde dit de cet enfant qu’il est surdoué. Et en effet, il est capable, à 5 ans, de réciter
en pleine nuit des tirades de Shakespeare pour épater les amis de ses parents. Le jour où sa mère tombe gravement malade, il se retrouve totalement désemparé. Pas longtemps cependant, car il est bientôt convaincu qu’elle ne mourra pas s’il ne la quitte pas un instant des yeux. L’enfant veille sa mère et lutte contre le sommeil en la fixant du regard…
- "L'enfance de Jacques Tati" (Joana Hadjithomas & Khalil Joreige)

À 12 ans, Jacques mesure plus d'un mètre 80 alors que ses camarades mesurent 30 à 40 cm de moins. Ce matin, c'est le jour de la photo de classe que le photographe tente en vain de composer selon « les règles de l'art » recherchant une belle symétrie... Mais comment mettre Jacques dans le même cadre que les autres ?
- "L'enfance de Jean Renoir" (Ismaël Ferroukhi)

Jean, fils d’une famille aisée, part en vacances, comme chaque été, dans leur maison de
campagne. Seulement cette année, Jean fait la rencontre de Godefer, un garçon de son âge
qui passe son temps dans la forêt à chaparder, à braconner… En échange de la belle paire de
chaussures que porte Jean, Godefer lui fera découvrir tout un monde qu’il ignore.
- "L'enfance d'Alfred Hitchcock" (Corinne Garfin)

Cet enfant est passionné de théâtre mais ce soir, il est privé de spectacle car sa mère, autoritaire et injuste, a estimé qu’il lui a menti. Quand il se réveille en pleine nuit, ses parents
ne répondent pas à ses appels...
- "L'enfance d'Ingmar Bergman" (Safy Nebbou)

Tout allait bien pour les deux frères. Ils avaient leurs places, leurs jeux, leur quotidien. Malheureusement pour eux, tout change quand arrive une petite sœur. Que faire pour rétablir l’harmonie rompue ?

## Fiche technique
- Réalisation : Yann Le Gal, Isild Le Besco, Joana Hadjithomas, Khalil Joreige, Corinne Garfin, Ismaël Ferroukhi, Safy Nebbou
- Production : Laurence Darthos
- Société de production : Tara Films, en coproduction avec Arte et UMedia avec le soutien du CNC, de l'Adami, de la Procirep, l'Angoa-Agicoa, la Région Aquitaine, la Région Champagne-Ardenne et le Conseil général des Landes.
- Image : Jowan Le Besco
- Musique : Evgueni Galperine

## Distribution
- Julie Gayet : la mère de Fritz Lang
- Virgil Leclaire : Fritz Lang enfant
- Jonathan Joss : le frère aîné de Fritz Lang, à la peau malade (mains, visage)
- Patrick Fierry : le père de Fritz Lang
- Emmanuelle Bercot : la mère - malade - d'Orson Welles
- Brandon Darai : Orson Welles enfant
- Pascal Bongard : le père d'Orson Welles
- Isild Le Besco : la tante d'Orson Welles
- Maxime Juravliov : Jacques Tati à 12 ans (1,80 m !)
- Eliott Margue : Jean Renoir enfant
- Clotilde Hesme : Gabrielle, la jolie gouvernante de Jean Renoir
- Frédéric Papalia : Godefer, le jeune chapardeur qui fascine Jean Renoir
- Anne Benoît : Aline Renoir (Aline Charigot), la mère de Jean
- Marc Bodnar : le gendarme qui conduit Godefer
- Serge Gaborieau : le père de Godefer
- Maurice Antoni : Pierre-Auguste Renoir
- Grégoire Azouvy : Alfred Hitchcock enfant
- Margot Meynard : la terrible mère d'Alfred Hitchcock
- Camille Natta : la comédienne de théâtre
- Vincent Solignac : le père d'Alfred Hitchcock
- Elsa Zylberstein : la mère d'Ingmar Bergman
- Max Renaudin-Pratt : Ingmar Bergman enfant
- Octave Arveiller : le frère aîné d'Ingmar Bergman
- Pascal Elso : le père d'Ingmar Bergman

## Distinctions
- 2007 : Sélection officielle Festival international du film Molodist de Kiev
- 2007 : Section Midnight Festival international du film de  Rio de Janeiro
- 2007 : Sélection officielle - Longs-métrages- Festival international du film de Turin